# Nossa Senhora da Conceição (Schiff, 1701)
Die Nossa Senhora da Conceição (deutsch „Unsere Liebe Frau von der unbefleckten Empfängnis“) war ein 80-Kanonen-Linienschiff der portugiesischen Marine, das von 1701/07 bis 1724 in Dienst stand. Sie amtierte als Flaggschiff der katholischen Verbände, die die Osmanen in der Seeschlacht von Kap Matapan (Griechenland) am 19. Juli 1717 besiegten.

## Seeschlacht von Kap Matapan
Johann V. von Portugal hatte sich, nach der Beendigung des Spanischen Erbfolgekriegs, zu einem Bündnis mit dem Papst bereit erklärt, um die Türken aus dem Mittelmeer zu vertreiben.
Infolge dieses Waffengangs trafen in der Seeschlacht vor Kap Matapan, am 19. Juli 1717, nahezu sämtliche großen Seemächte des Mittelmeers aufeinander: Die osmanische und ägyptische Flotte auf der einen Seite griffen zunächst die Flotte Venedigs an, die sich trotz Unterzahl jedoch halten konnte. Kurz darauf kamen Malteser und Franzosen den bedrängten Venezianern zu Hilfe, konnten aber ihrerseits keine Entscheidung herbeiführen (bei dieser Gelegenheit standen auf Seiten Frankreichs die letzten echten Galeeren im aktiven Kampfeinsatz). Erst das Eintreffen des portugiesischen Kontingents beendete den Schlagabtausch, da sich die portugiesischen Schiffe ihren osmanischen Kontrahenten als überlegen zeigten. Dort schoss die Senhora das Flaggschiff der osmanischen Flotte in ein schwimmendes Wrack und entschied damit die Schlacht.

## Technische Beschreibung
Die Nossa Senhora da Conceição war als Batterieschiff mit zwei durchgehenden Geschützdecks konzipiert. Sie war ein Rahsegler mit drei Masten (Fockmast, Großmast und Kreuzmast). Auf der Spitze des Bugspriets war zudem noch eine Mars und ein weiterer kleiner Mast, der Sprietmast angebracht, an dem ebenfalls noch ein kleines Rahsegel gesetzt werden konnte. Der Rumpf schloss im Heckbereich mit einem Heckspiegel, in den Galerien integriert waren, die in die seitlich angebrachten Seitengalerien mündeten.
Die Besatzung hatte eine Stärke von 700 Mann und die Bewaffnung bestand bei aus 80 Kanonen.

## Trivia

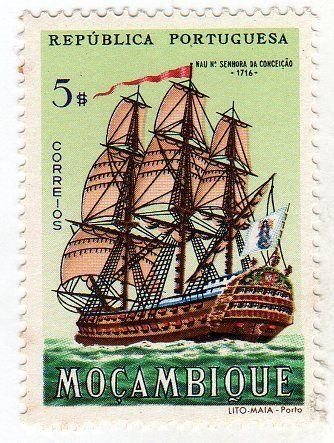
Briefmarke mit der Nossa Senhora da Conceição als Motiv

Kurz vor ihrer Unabhängigkeit 1975 gab die seinerzeitige portugiesische Kolonie Mosambik eine Briefmarkenserie heraus, die der portugiesischen Seefahrt gewidmet war und detaillierte Abbildungen diverser, z. B. auch namentlich bezeichneter Schiffe zeigte. Eine Briefmarke über 5 Escudo zeigte die Nossa Senhora da Conceição.